# 窦晓鸣
窦晓鸣（1957年7月—），光学专家。上海交通大学教授、博士生导师、光学工程研究所所长，研究方向为分子光子学、分子光学与分子光机能特性、光检测技术与分析仪器究、影像光学技术等。中华人民共和国教育部第二批“长江学者”特聘教授。承担多个重点学术科研项目、获得多个奖项和数十项发明专利。20世纪80年代在日本获得理学博士学位，后在日本多个研究所工作，1999年任上海交通大学光学工程研究所所长。